# 独龙江假毛蕨
独龙江假毛蕨（学名：Pseudocyclosorus dulongjiangensis）为金星蕨科假毛蕨属下的一个种。

## 扩展阅读
維基物種上的相關：独龙江假毛蕨